# Koya Okuda
Koya Okuda (født 1. oktober 1994) er en japansk fodboldspiller, som spiller for den japanske fodboldklub YSCC Yokohama.